# Биков В'ячеслав Аркадійович
В'ячесла́в Арка́дійович Би́ков (рос. Быков Вячеслав Аркадьевич; нар. 24 липня 1960, Челябінськ, СРСР) — радянський та російський хокеїст, центральний нападник. Заслужений майстер спорту СРСР (1983). П'ятиразовий чемпіон світу і дворазовий олімпійський чемпіон у складі збірних СРСР і Росії. Заслужений тренер Росії. Колишній головний тренер збірної Росії з хокею.
Крім російського Биков з 2003 року має також швейцарське громадянство. Його син Андрій також грає в хокей, виступає за швейцарський «Фрібур-Готтерон», виступав за молодіжну збірну Швейцарії.
У травні 2012 увійшов до складу Наглядової ради ХК ЦСКА.

## Кар'єра гравця
У 15 років став грати за дорослу команду «Сельгоспвузовець». У сезоні 1979—1980 дебютував у першості СРСР («Металург» Челябінськ). Став найкращим снайпером команди — 50 шайб у 60 матчах. У 1980—1982 роках виступав за «Трактор» (Челябінськ), в 1982—1990 роках — грав у ЦСКА, 1990—1998 роках — у швейцарському «Фрібур-Готтерон», 1998—2000 роках — в «Лозанні».
Заслужений майстер спорту СРСР (1983), чемпіон СРСР 1983—1989 років. У чемпіонатах СРСР — 430 матчів, 195 шайб.
За підсумками сезону 1989/90 увійшов до символічної збірної чемпіонату СРСР. В опитуванні за визначенням найкращого хокеїста країни в 1986 року зайняв 5-е місце, в 1989 — 2-е, в 1990 — 3-е.
У збірній СРСР дебютував 8 вересня 1982 у Братиславі в матчі на приз газети «Руде право» з збірною Чехословаччини (7:4), де закинув першу шайбу.

## Кар'єра тренера
Після закінчення кар'єри гравця працював тренером у «Фрібур-Готтерон» (Швейцарія). З 28 квітня 2004 року — по 4 квітня 2009 року працював головним тренером ЦСКА (Москва).
З 11 серпня 2006 року по 26 травня 2011 року Биков займав посаду головного тренера збірної Росії з хокею. У 2007 році на чемпіонаті світу збірна Росії під його керівництвом завоювала бронзові медалі, а на чемпіонаті світу в 2008 році в Канаді вперше за 15 років виграла титул чемпіонів світу, захистивши його через рік у Швейцарії. Проте в 2010 році на хокейному олімпійському турнірі у Ванкувері Росія зазнала в 1/4 фіналу принизливої поразки від Канади з рахунком 3:7, а на чемпіонаті світу в Німеччині поступились збірній Чехії у фіналі. Через рік у Словаччині Росія і зовсім залишилася без медалей, і 26 травня 2011 Биков був відправлений у відставку з поста головного тренера збірної Росії (таке рішення ухвалив виконком Федерації хокею Росії), а причиною цього рішення було названо «незадовільний виступ збірної Росії на чемпіонаті світу 2011».
У 2004 році Биков був обраний до Зали Слави російського хокею. 14 травня 2009, залишаючись тренером національної збірної, очолив клуб КХЛ «Салават Юлаєв» (Уфа) і в сезоні 2009—2010 виграв бронзові медалі Чемпіонату Росії, а вже в наступному сезоні 16 квітня 2011 під його керівництвом «Салават» виграв Кубок Гагаріна. 30 квітня закінчився термін контракту, який не був продовжений.

## Досягнення
- Олімпійський чемпіон 1988, 1992 років.
- Чемпіон світу 1983, 1986, 1989, 1990, 1993 років. Чемпіон світу 2008, 2009 років як головний тренер збірної Росії. На чемпіонаті світу 1993 року був капітаном збірної Росії. Другий призер 1987 року. Третій призер 1985 та 1991 років. Увійшов до символічної збірної ЧС-89. На ЧС і Олімпіадах — 99 матчів, 49 голів.
- Фіналіст Кубка Канади 1987 (9 матчів, 2 голи).
- Володар Кубка європейських чемпіонів 1982—1990 років.
- Член Клубу Всеволода Боброва (327 закинутих шайб, 20-е місце).

## Нагороди
- Орден «За заслуги перед Вітчизною» IV ступеня (30 червня 2009) — за великий внесок у перемогу національної збірної команди Росії з хокею на чемпіонатах світу в 2008 і 2009 роках[4]
- Орден «Знак Пошани» (1988)
- Знак «За заслуги з розвитку фізичної культури та спорту» (Мінспортурізм Росії, 17 листопада 2011 року) — за заслуги з розвитку фізичної культури та спорту, багаторічну плідну працю та у зв'язку з відзначенням 65-річчя вітчизняного хокею[5]

## Сім'я
- Батько — Аркадій Биков, кравець, шив на дому. Помер.
- Мати — Галина Олександрівна Бикова, вихователь у дитячому садку. Проживає в Челябінську.
- Сестра — Олена Бєлозьорова.
- Дружина — Надія.
- Дочка — Марія (працює продюсером) у Швейцарії.
- Син — Андрій (хокеїст швейцарського клубу «Фрібур-Готтерон»).

## Цікаві факти
- У новітній історії за участю Бикова збірна Росії ставала чемпіоном світу 3 рази — в 1993, 2008 та в 2009 роках, при цьому в 1993 Биков був капітаном, а у 2008 і 2009 — головним тренером.
- Коли у В'ячеслава Бикова запитали, які почуття він буде відчувати, якщо його син Андрій, виступаючи за збірну Швейцарії, закине шайбу у ворота збірної Росії, він відповів: «Я буду засмучений як тренер і шалено радий як батько».[6]